# Spencer Reaves
Spencer Reaves (Newark, 23 dicembre 1995) è un cestista statunitense.

## Palmarès
- Coppa di Germania: 1

Mitteldeutscher: 2024-2025

## Vita privata
Ha un fratello, Austin, anch'esso cestista, professionista nella NBA con i Los Angeles Lakers.